# De broeders Van Rossem
De broeders Van Rossem is een Nederlandse televisieserie van de NTR die op 13 september 2023 van start ging en wordt uitgezonden op NPO 2.
Deze serie kent een vergelijkbare opzet als Broeders in Berlijn (2019) en is het vervolg op Hier zijn de Van Rossems, dat werd stopgezet na het overlijden van Sis van Rossem in mei 2022. Broers Maarten en Vincent van Rossem onderzoeken diverse plaatsen en omgeving in Nederland en gaan ter plaatse in gesprek met de bewoners. Elke aflevering kent een eigen thema. De geplande opnames van Hier zijn de Van Rossems in Emmen in de week nadat Sis overleed werden destijds afgelast, maar werden hervat voor deze serie.
Op 30 januari 2025 begon het tweede seizoen.

## Afleveringen

### Seizoen 1
| Nr. | Titel                           | Uitzenddatum      | Kijkcijfers |
| --- | ------------------------------- | ----------------- | ----------- |
| 1   | Energie in Emmen                | 13 september 2023 | 714.000     |
| 2   | Natuur op Texel                 | 20 september 2023 | 672.000     |
| 3   | Den Haag en de Koude Oorlog     | 27 september 2023 | 765.000     |
| 4   | Ode aan de baksteen             | 4 oktober 2023    | 644.000     |
| 5   | De knappe koppen van Wageningen | 11 oktober 2023   | 777.000     |

### Seizoen 2
| Nr. | Titel                               | Uitzenddatum     | Kijkcijfers |
| --- | ----------------------------------- | ---------------- | ----------- |
| 6   | Droge voeten in Friesland           | 30 januari 2025  | 485.000     |
| 7   | Een dak boven je hoofd in Eindhoven | 6 februari 2025  | 738.000     |
| 8   | Een landschap als monument          | 13 februari 2025 | 765.000     |
| 9   | Waar zouden wij zijn zonder trein?  | 20 februari 2025 | 744.000     |
| 10  | Kunst in Kleef                      | 27 februari 2025 | 634.000     |